# Área metropolitana de Prescott
El Área Estadística Metropolitana de Prescott, AZ MSA , como la denomina la Oficina de Administración y Presupuesto, es un Área Estadística Metropolitana centrada en la ciudad de Prescott, estado de Arizona, en  Estados Unidos,  que solo abarca el condado de Yavapai. Su población según el censo de 2010 es de 211.033 habitantes.

## Comunidades
Ciudades
- Cottonwood
- Peoria (parcialmente)
- Prescott
- Sedona (parcialmente)
- Camp Verde

Pueblos
- Chino Valley
- Clarkdale
- Dewey-Humboldt
- Jerome
- Prescott Valley

Lugares designados por el censo
- Ash Fork
- Bagdad
- Big Park
- Black Canyon City
- Congress
- Cordes Lakes
- Cornville
- Cottonwood-Verde Village
- Lake Montezuma
- Mayer
- Paulden
- Peeples Valley
- Seligman
- Spring Valley
- Wilhoit
- Williamson
- Yarnell

Otras comunidades
- Bumble Bee
- Cherry
- Cleator
- Clemenceau
- Cordes
- Crown King
- Drake
- Iron Springs
- Kirkland
- Skull Valley
- Tip Top